# Cephalocoema civis
Cephalocoema civis är en insektsart som först beskrevs av Piza Jr. 1946.  Cephalocoema civis ingår i släktet Cephalocoema och familjen Proscopiidae. Inga underarter finns listade i Catalogue of Life.